# Piz Scerscen
A Piz Scerscen  é um cume do Maciço de Bernina, nos Alpes, que culmina a 3971 m de altitude e se encontra ao mesmo tempo na Alta Engadina do lado da Suiça e na Lombardia do lado italiano.
A via de acesso mais utilizada é pela cabana de Tschierva (D-) ou pelo refúgio Marco e Rosa.

## Ascensões
A primeira ascensão foi feita a 13 de setembro de 1877 por Paul Güssfeldt, Hans Grass e Caspar Capat